# 여일
여일(呂壹, ? ~ 238년)는 중국 삼국시대 오나라의 정치가이다.

## 행적
진박(陳博)과 함께 중서가 되었을 때 여러 관부 및 주군의 문서를 맡아 교정했는데, 손권(孫權)의 총애를 등에 업고 술의 독점권을 방해해 관장하는 이익을 차지했다. 또 성격이 가혹해 법을 매우 엄하게 집행하니 태자 손등(孫登)이 간언했지만 손권은 듣지 않았다.
그러자 여일은 더욱 기고만장해져 죄상을 들어 작은 일조차 꼭 보고해 문서를 여러 번 보고 작은 잘못으로도 대신들을 깎아 내렸는데, 그가 저지른 만행은 다음과 같았다.
- 고옹(顧雍)이 구금한 뒤 면직시키려고 하나 사굉(士宏)이 반준(潘濬)이 고옹의 뒤를 이을 가능성이 높다고 하자 이를 두려워한 여일이 고옹을 겨우 면직당하지 않고 풀려나게 했다.
- 정주가 여일의 빈객이 법을 어기자 죽인 것에 대해 여일은 앙심을 품고 정주를 손권에게 참소해 하옥하니 반준과 진표(陳表)가 말려 겨우 풀려날 수 있었다.
- 손권의 사위 주거(朱據)의 관리가 횡령했다고 무고해 죽였을 때 주거는 여일이 손권의 총애하는 신하라 어찌할 수도 없고 그저 장례만 후하게 치러줬는데, 이 때 여일은 | “ | 사실 주거가 흑막이었다! | ” |라고 주장하니 주거마저 심문받게 된다.
- 강하태수 조가가 국가의 정치를 비방했다고 무고해 심문을 하니 이 때 혼자서 사실대로 들은 일이 없다고 주장한 시의(是儀)[1] 마저 궁문을 받게 했다.

대신들이 얼마나 많이 당했으면 한 사람이 네 번이나 죄행을 고발당했을 정도로 수많은 자들이 귀양을 가고 사직을 했을 정도였다.
이렇게 마구잡이로 권력을 휘두르는 여일에 대해서 손등과 육손(陸遜)말고는 아무도 간언을 하지 못했다고 한다.
이런 상황에 반준은 고옹이 감금되었다는 사실을 들었을 때 건업으로 돌아가 손권에게 간언하려고 했지만 이미 손등이 여러 차례 시도했는데도 받아들이지 않았다는 사실을 알고 연회를 열어 여일을 칼로 찔러 죽이고 자신이 모든 죄를 뒤집어쓸 계획을 세웠으나 이 소식을 은밀히 들은 여일이 질병을 핑계로 가지 않아 실패하고 만다. 이 이후로 반준은 손권을 알현할 때마다 여일의 간사함과 음험함에 관해 진술했다.
238년, 마침내 그의 사악한 죄가 밝혀질 때 손권은 자신의 잘못을 인정하고 자신을 자책한 다음에 원례를 시켜 여러 대장들에게 사과의 말을 전하게 하고 이 기회에 자신의 정사에 고쳐야 할 점을 논의하게 하면서 원례가 돌아오자 제갈근(諸葛瑾), 주연(朱然), 여대(呂岱)에게 어째서 자신이 이런 짓을 저지르는데도 반준과 육손에게 일을 미룬 것에 대해 질책하며 앞으로는 이런 일이 있으면 거침없이 간언을 하라고 한다.

이에 보즐(步騭)은 도성 안의 일이면 고옹, 무창의 일이면 육손, 반준에게 맡기라고 하여 고옹이 이 일을 맡게 되었으며, 담당 관리들이 여일의 죄상을 철저하게 조사하고 사형에 처할 것을 주장하면서 화형시켜 찢어 죽이는 형벌을 더하여 본보기를 보여야 한다고 했으나 감택(闞澤)은 
| “ | 번성하고 광명한 시대에 다시 이런 형벌을 있게 하는 것은 마땅치 않습니다. | ” |

라고 했으며, 옥사의 일을 맡은 고옹은 온화한 안색을 띄며 문죄를 하고 회서(會緖)란 사람이 그를 비난하자 오히려 그를 꾸짖으며 
| “ | 관에는 정법이 있거늘 어찌 이렇게까지 한단 말인가! | ” |

라고 하니 결국 여일은 끔찍한 형벌은 받지 않고 그대로 처형당한다.

## 관련된 문서
- 반준

## 같이 보기
- 삼국지 인물 목록
- 진수 (서진)
- 배송지